# San Pedro Amuzgos (kommun)
San Pedro Amuzgos är en kommun i Mexiko.   Den ligger i delstaten Oaxaca, i den sydöstra delen av landet, 300 km söder om huvudstaden Mexico City.
Följande samhällen finns i San Pedro Amuzgos:
- San Pedro Amuzgos
- La Guadalupe
- San Martín
- Llano de Amuzgos